# 황룡강

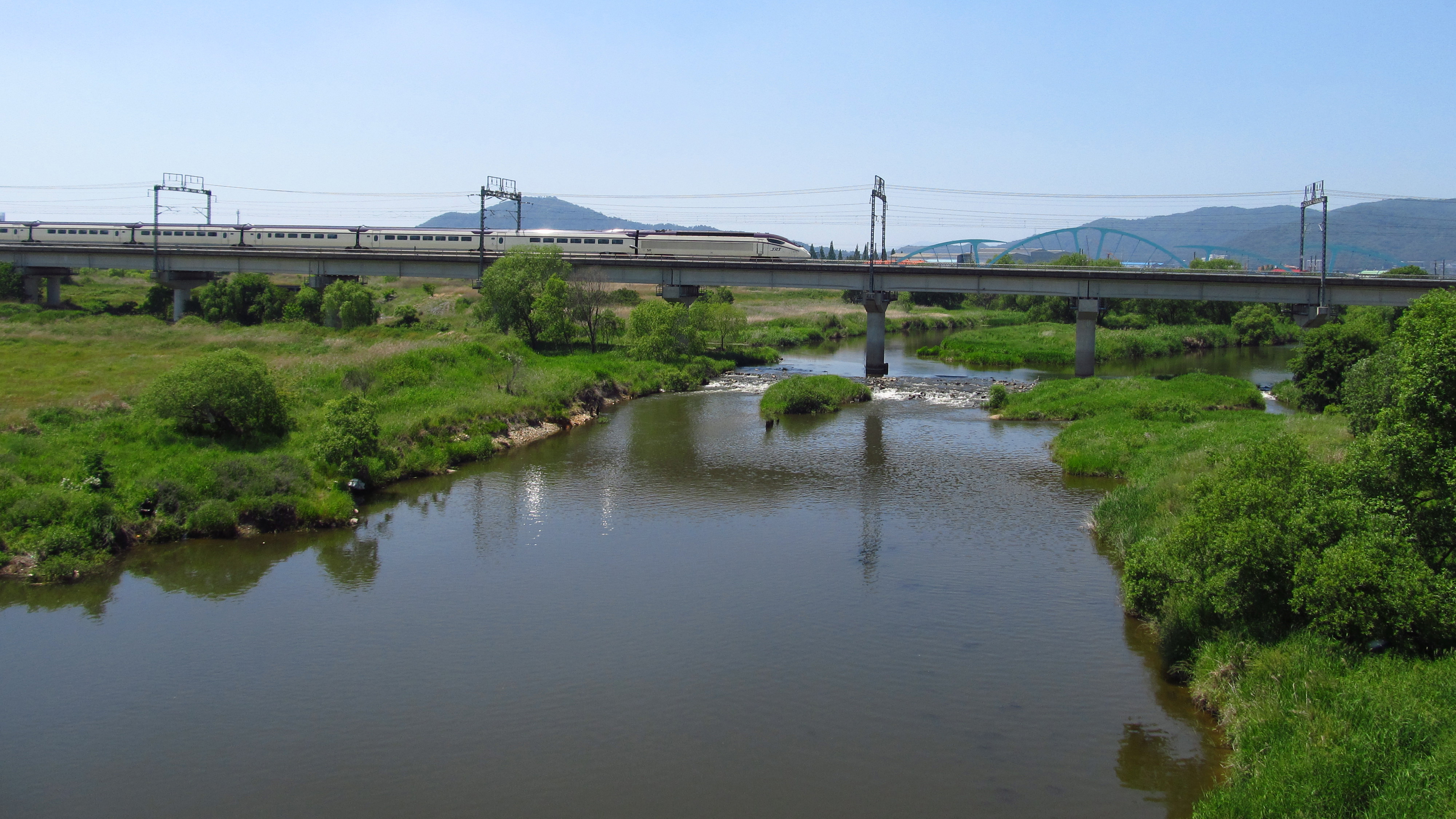

황룡강(黃龍江)은 영산강의 제1지류로, 내장산국립공원 내에 있는 전라남도 장성군 북하면 신성리 입암산에서 발원하며, 최장 발원지는 북하천의 상류인 담양군 월산면 용흥리 병풍산 용흥사계곡이다. 상류에는 황룡강을 막아 만든 인공호수인 장성호가 위치해 있다. 총연장 약 50km중 37,6km는 지방하천구간이며 9,41km는 국가하천이다. 광주광역시 광산구를 관통하는 하천이며 광산구 송산동에 있는 송산유원지 앞에서 평림천과 합류하면서 지방하천에서 국가하천으로 바뀐다. 광산구 유계동에서 영산강과 합류한다.

## 황룡강의 지류
황룡강의 지류를 보면 북하천, 약수천, 대악천, 덕진천, 장성천, 개천, 관동천, 단광천, 동화천, 구룡천, 왕동천이 지방하천구간에서 합류하며 평림천 합류지점부터 국가하천이기 때문에 서봉천, 선암천, 운수천은 국가하천구간에서 합류한다.

## 황룡강과 관련된 지명
- 광주광역시 광산구 황룡동, 사호동, 복룡동, 전라남도 장성군 황룡면, 황룡리는 황룡강이 지역에 있어 붙여진 이름이다.